# Bolo Rainha Elizabeth

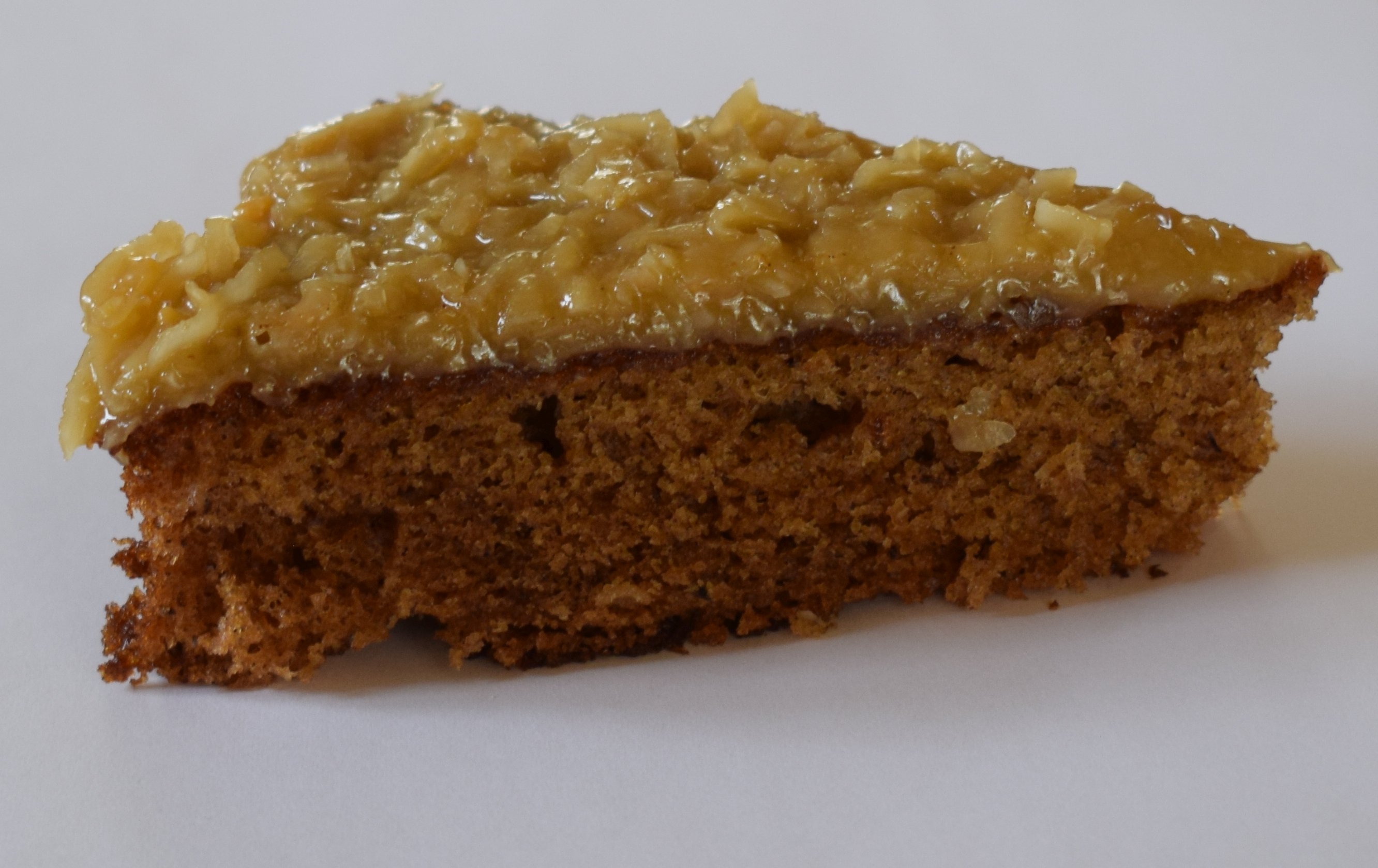
Bolo Rainha Elizabeth

O bolo Rainha Elizabeth é um bolo de tâmaras levemente doce, úmido e com baixo teor de gordura, coberto com uma mistura de açúcar mascavo, manteiga e coco tostado. O bolo Rainha Elizabeth leva o nome da então Rainha do Canadá, Isabel II, e pode ter sido primeiro feito em 1953 para a sua coroação. Outro relato afirma que foi criado para a coroação do rei Jorge VI e da rainha Isabel a Rainha Mãe, em 1937. Apesar de sua origem incerta, a sobremesa ganhou popularidade nacional na década de 1950 e continua sendo um prato típico canadense.

## Visão geral
O bolo Rainha Elizabeth é um bolo de sobremesa preparado com açúcar, farinha, tâmaras, ovos e manteiga e coberto com uma cobertura açucarada com coco ralado. O bolo tem o nome de Isabel II. É um bolo popular no Canadá. A cobertura é preparada com coco tostado. O glacê é preparado à base de caramelo. As tâmaras utilizadas são picadas, e dão ao bolo uma coloração escura. Às vezes, nozes picadas ou outros tipos de nozes são usados em cima do bolo. O bolo Rainha Elizabeth tem baixo teor de gordura em comparação com outros bolos e tem consistência úmida. Às vezes é servido acompanhado de chá. O doce é comum em feiras livres e vendas de bolos. Às vezes é fornecido em confeitarias no Canadá.

## História
Um relato das origens do bolo da Rainha Elizabeth é que ele foi preparado para a coroação de Isabel II em 1953. Nessa época, ainda existia racionamento de alimentos na Grã-Bretanha e um bolo com poucos ingredientes era adequado. Outro relato é que o bolo foi criado para a coroação do Rei Jorge VI e da rainha Isabel a Rainha Mãe, em 1937.
Uma receita de bolo da Rainha Elizabeth foi publicada pelo Coronation Cook Book em 1953 em comemoração à coroação de Isabel II.